# Derek Loccident
Derek Loccident (né le 13 juillet 1998) est un athlète handisport américain médaillé d'argent au saut en longueur et saut en hauteur en catégorie T64 aux Jeux paralympiques d'été de 2024 à Paris.

## Biographie
Derek Loccident pratique le football américain et l'athlétisme au lycée puis se focalise sur le football américain à l'université du Centre de l'Oklahoma où il poursuit des études de droit. Il perd son pied gauche à la suite d'un accident de train et commence alors le handisport.
il participe aux championnats du monde d'athlétisme handisport 2023 de Paris dans plusieurs disciplines et décroche la médaille d'argent au saut en longueur. Aux championnats du monde d'athlétisme handisport 2024 de Kobe, il monte sur le podium du saut en hauteur et du saut en longueur et dans les deux épreuves remporte la médaille d'argent. À Kobe, il obtient aussi la médaille de bronze au 100 m.

Aux Jeux paralympiques d'été de 2024 de Paris, il prend aussi la médaille d'argent en saut en longueur où il termine derrière l'allemand Markus Rehm et devant l'américain Jarryd Wallace. Lors de ces paralympiques de Paris, il bat le record du monde de saut en hauteur dans sa catégorie avec un saut à 2,06 m mais termine finalement médaillé d'argent battu par l'indien Praveen Kumar avec 2,08 m tandis que la médaille de bronze est partagée entre l'ouzbek Temurbek Giyazov (en) et le polonais Maciej Lepiato (en),.